# Un pallone
Un pallone è un singolo del cantante italiano Samuele Bersani, pubblicato il 15 febbraio 2012 come primo estratto dalla raccolta Psyco - 20 anni di canzoni.
Il brano, scritto dallo stesso Bersani, ha partecipato al Festival di Sanremo 2012, vincendo il Premio Mia Martini e posizionandosi al nono posto della classifica finale.

## Descrizione
Samuele Bersani ha raccontato la genesi ed il significato di Un pallone durante un'intervista rilasciata al quotidiano la Repubblica che definiva il brano «scanzonato ma ferocemente metaforico»:
Il cantante ha inoltre aggiunto che il "pallone" del titolo è una metafora dell'Italia, descritta come «sgonfia, svuotata, derubata», ed in cui «si parla solo di economia e di crisi e non più delle persone».

Prima ancora dell'inizio del Festival di Sanremo, il testo di Un pallone (insieme a quello di Nella vasca da bagno del tempo di Erica Mou) è stato giudicato il migliore fra quelli in gara dalla redazione del Premio Lunezia. Paolo Talanca, responsabile della Redazione "Musical-letteraria" del Premio Lunezia, pur giudicando il brano «poco sanremese», ha spiegato:

## Video musicale
Il video è stato pubblicato il 16 febbraio 2012 attraverso il canale YouTube del cantante.

## Tracce
1. Un pallone – 3:39

## Classifiche
| Classifica (2012) | Posizione massima |
| ----------------- | ----------------- |
| Italia            | 25                |